# Operación Rubicon

Países involucrados
Países espías
Países que sabían del espionaje
Países espiados

La Operación Rubicón (en alemán: Operación Rubikon), hasta finales de la década de 1980 llamada Operación Thesaurus, fue una operación secreta del Servicio Federal de Inteligencia (BND) de Alemania Occidental y la Agencia Central de Inteligencia (CIA) de Estados Unidos, que duró de 1970 a 1993 y por último en 2018, respectivamente, para recopilar comunicaciones cifradas gubernamentales de otros países. Esto se logró mediante la venta de tecnología de cifrado manipulada (dispositivos CX-52) de la empresa Crypto AG, con sede en Suiza, que fue propiedad secreta de los dos servicios e influenciada por ellos desde 1970 en adelante. El Washington Post se refirió en 2020 a ella como el «golpe de inteligencia del siglo».

## Historia

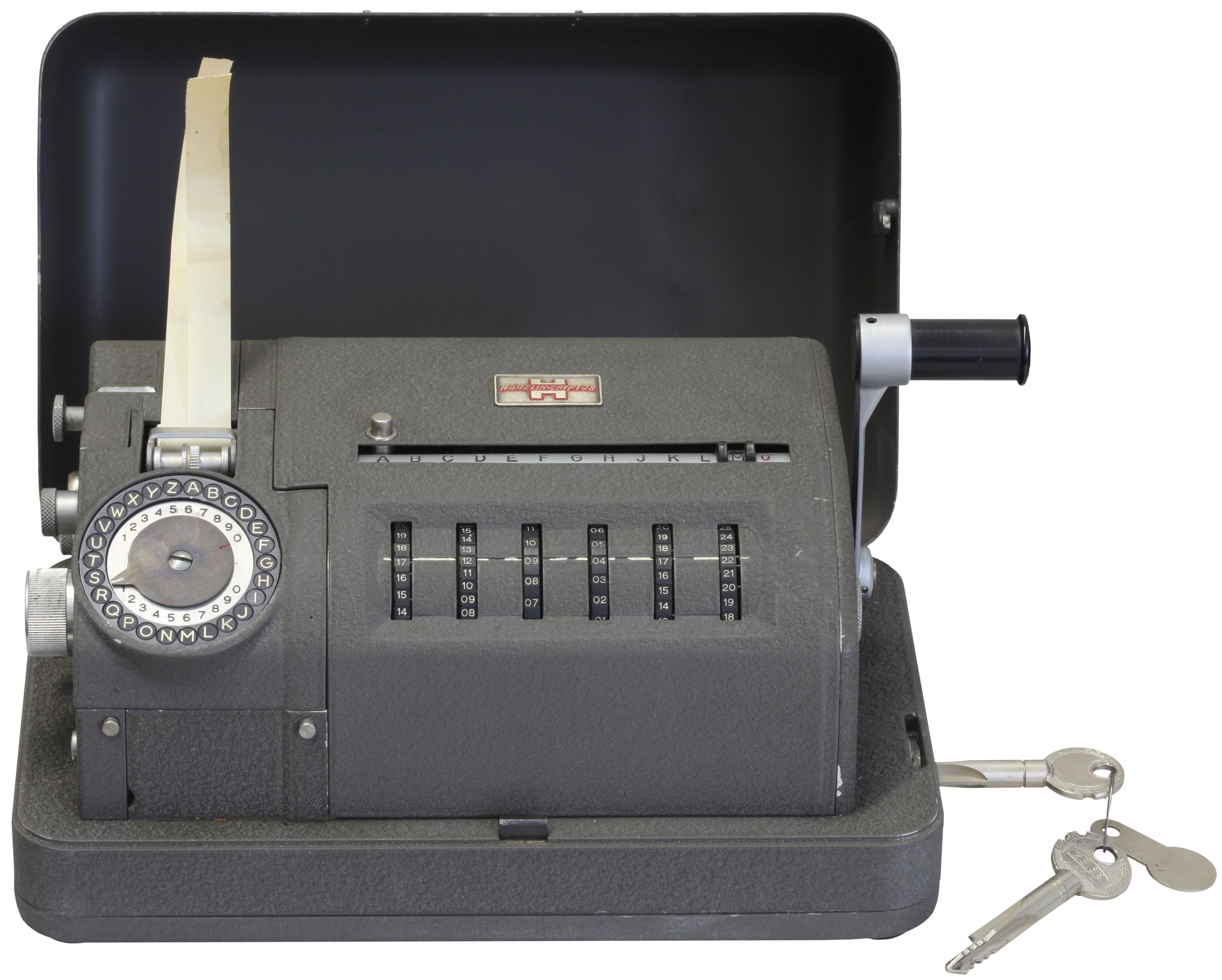
El CX-52

Según The Washington Post, las potencias nucleares India y Pakistán, así como el Vaticano y varios otros países, en su mayoría del Sur global, utilizaron dispositivos de Crypto AG. Sin embargo, los dispositivos manipulados de Crypto AG también permitieron a la Agencia de Seguridad Nacional (NSA) de los Estados Unidos y a la Agencia Federal de Inteligencia (BND) de Alemania para leer las comunicaciones militares y diplomáticas de países aliados de la Unión Europea o de la OTAN como Irlanda, Italia, España, Portugal y Turquía en general. Según el medio de comunicación público alemán ZDF, hubo repetidas disputas entre la CIA y el BND sobre este tema: la inteligencia alemana no quería que se espiara a sus aliados, mientras que la CIA quería espiar básicamente a todos los gobiernos.
Según ZDF, el contrato para la operación fue firmado por parte alemana por el entonces jefe de la Cancillería Federal y ministro federal de Asuntos Especiales, Horst Ehmke. En este sentido, se puede suponer que la Cancillería Federal, como autoridad superior, fue informada sobre la operación. Cuando el BND y la CIA comenzaron a operar en 1970, las dos agencias de inteligencia se convirtieron cada una en copropietarias de Crypto AG. En el marco de la Operación Rubikon, Crypto AG recibió el nombre en clave Minerva. La estructura de propiedad estaba oculta. Compraron Crypto AG porque Boris Hagelin se jubiló y no tenían confianza en el hijo de Hagelin, Boris Jr. Este último era director de ventas para América del Norte y del Sur. Murió en un accidente automovilístico el mismo año. Su padre hizo investigar la causa del accidente y no creía que fuera un accidente. Crypto AG se benefició externamente de la neutralidad suiza y de la imagen de integridad del país. A través de una tecnología de cifrado vendida como segura, pero en realidad manipulada, los mensajes transmitidos podían ser leídos por las agencias de inteligencia involucradas CIA, NSA y BND.
Según informes de Deutsche Welle, los dos propietarios, BND y CIA, se repartieron los beneficios de Crypto AG, que en 1975 ascendieron a  51 millones de francos suizos (alrededor de 48,6 millones en marcos alemanes; el equivalente a 42,6 millones de euros de 2018, teniendo en cuenta la inflación). Según DW, los empleados del BND entregaron su parte a la CIA en efectivo en reuniones secretas en garajes subterráneos.
En 1992, Hans Bühler, un empleado suizo de Crypto AG, fue detenido en Irán. Después de nueve meses y medio bajo custodia, fue puesto en libertad el 4 de enero de 1994, tras el pago de una fianza de 1.400 millones de riales (unos 925.000 euros). La cantidad fue pagada por el BND, pero Bühler fue despedido por su empleador poco después de su liberación. Más tarde se supo que Bühler no estaba al tanto de los dispositivos manipulados y había comenzado a hacer comentarios críticos sobre la operación a los medios de comunicación.
En 1993, el BND vendió sus acciones de Crypto AG por 17 millones de dólares. Según Bernd Schmidbauer, exministro de la Cancillería de Helmut Kohl, la Cancillería decidió retirarse de la operación porque los riesgos políticos eran ahora mucho mayores tras el arresto de Bühler. Por ejemplo, la situación de amenaza para Alemania aparentemente se evaluó de manera diferente después del final de la Guerra Fría que en años anteriores, y las relaciones entre los estados europeos mejoraron.Después de que Estados Unidos se retirara de la empresa, Crypto AG se dividió en dos empresas en 2018. Cuando se le preguntó, la nueva dirección afirmó que no tenía conocimiento de las actividades anteriores a 2018.
Por parte del BND, la Zentralstelle für das Chiffrierwesen (ZfCh) aparentemente jugó un papel importante en la ejecución de la Operación Rubicon. Aparentemente, proporcionó algoritmos de cifrado debilitados.

### Descifrado y significado geopolítico
En nombre del gobierno alemán, el BND recibió tráfico de radio diplomático y militar de muchos estados que encriptó con equipos Crypto AG. El BND pudo leer estas comunicaciones de forma generalizada gracias a procedimientos de cifrado manipulados.
Según los documentos filtrados, en ocasiones más del 40 por ciento del descifrado total de las máquinas de la NSA se remonta a la Operación Rubicon, que se consideraba un «recurso insustituible». Para el BND, la operación fue aún más importante como pieza central de la cooperación con los estadounidenses, ya que representó el 90% de los informes sobre operaciones diplomáticas, según cifras de la CIA. Al mismo tiempo, según informes de los medios de comunicación, el BND siguió explotando la debilidad de los algoritmos de los dispositivos exportados de Crypto AG mucho después de que la operación finalizara en 1992. Por ejemplo, según se informa, información italiana todavía se estaba descifrando en 2001.

#### Golpe de Estado en Chile
En la intervención de Estados Unidos en Chile, Estados Unidos se basó en comunicaciones descifradas del gobierno de Salvador Allende.

#### Guerra de Malvinas
Durante la guerra de las Malvinas de 1982 entre Argentina y el Reino Unido, fue aparentemente posible descifrar gran parte de las comunicaciones encriptadas de Argentina por parte de la NSA y el BND, ya que allí también se utilizaron dispositivos debilitados de Crypto AG. La inteligencia resultante se puso a disposición de los británicos.

#### Conflicto de Estados Unidos con Libia
Tras el ataque a la discoteca berlinesa La Belle en abril de 1986, el BND y la NSA interceptaron las comunicaciones entre la embajada de Libia en Berlín Este y Trípoli. El entonces presidente estadounidense Ronald Reagan afirmó que tenía pruebas claras de que el mandatario Muammar Gaddafi estaba detrás de la operación y que su país podía rastrear todas las comunicaciones libias. La revelación de sus propias capacidades estuvo vinculada a la necesidad de justificar los ataques estadounidenses al país (Operación El Dorado Canyon).

## Detección
En 1996, Der Spiegel informó por primera vez que Crypto AG vendió dispositivos de cifrado manipulados hasta finales de los años 1980 y estableció conexiones con el BND y la CIA. En su edición impresa n.º 36 (1996) dedicó un artículo a las prácticas comerciales de Crypto AG.
La exposición masiva de la Operación Rubicon ocurrió en febrero de 2020 a través de la investigación conjunta de SRF, ZDF y el Washington Post. Evaluaron un expediente de inteligencia de 280 páginas que demostró que el BND y la CIA respaldaban ampliamente a Crypto AG. El expediente demuestra que Crypto AG vendió dispositivos de cifrado manipulados a unos 130 países como parte de la Operación Rubicon. La comunicación cifrada con los dispositivos podría ser leída por los servicios sin problemas.
Bernd Schmidbauer, ministro de Estado del canciller alemán Helmut Kohl, confirmó la operación Rubikon al ZDF en 2020, afirmando que contribuyó a hacer el mundo un poco «más seguro y más pacífico».

## Críticas
A través de la Operación Rubicon, que duró décadas, varios gobiernos alemanes y estadounidenses tenían un conocimiento amplio y detallado de las violaciones de derechos humanos en todo el mundo. Las fuerzas armadas de Argentina utilizaron la tecnología Crypto AG durante la dictadura militar de Argentina de 1976 a 1983. La junta hizo arrojar vivos al mar a miles de críticos del régimen desde aviones militares sobre el Atlántico. Aunque el gobierno alemán de Helmut Schmidt era consciente de ello gracias a la tecnología de interceptación de Crypto AG, la selección alemana de fútbol participó en el Mundial de 1978 celebrado en Argentina.
Una investigación del ZDF muestra que las debilidades de los algoritmos de los dispositivos manipulados también podrían haber sido aprovechadas por los servicios de inteligencia enemigos. En los años 80, el Ministerio de Seguridad del Estado de la RDA y la KGB lograron descifrar la codificación de los informes diplomáticos turcos y leerlos. Turquía también fue uno de los estados que compró dispositivos de cifrado con claves debilitadas, entre otros, a Crypto AG.

## Investigaciones
El 15 de enero de 2020, el Consejo Federal suizo decidió encomendó realizar una investigación al exjuez federal Niklaus Oberholzer. El 13 de febrero de 2020, la Delegación de Auditoría Empresarial del Parlamento (GPDel), bajo la dirección del presidente de GPDel, Alfred Heer, también inició una investigación. El GPDel decidió fusionar las investigaciones del Consejo Federal de Niklaus Oberholzer con las suyas y Oberholzer continúa trabajando bajo los auspicios del GPDel. Algunos parlamentarios pidieron una Comisión Parlamentaria de Investigación (PUK), que tendría más poderes. La oficina del Consejo Nacional se pronunció por el momento contra una comisión de ese tipo, argumentando que primero había que esperar el informe del GPDel.
El informe fue publicado el 10 de noviembre de 2020. Sin embargo, no se ha publicado el informe elaborado por Niklaus Oberholzer en nombre del GPDel. El informe revela, entre otras cosas, que el Servicio de Inteligencia Estratégica (SND) sabía desde 1993 que detrás de Crypto AG estaban servicios de inteligencia extranjeros; sin embargo, tanto el Consejo Federal como la dirección del servicio de inteligencia negaron tener conocimiento de este hecho. Posteriormente, el GPDel planteó la cuestión de por qué el Concejo Federal no fue informado (o no quiso ser informado) de un asunto que ponía en grave peligro la neutralidad suiza. Se pidió al Concejo Federal suizo que comentara las observaciones y recomendaciones del GPDel antes del 1 de junio de 2021. Durante la investigación de GPDel se supo que, además de Crypto AG, otras empresas vendían dispositivos de cifrado manipulados.
En mayo de 2021 se supo que Jean-Philippe Gaudin dejaría su puesto como jefe del Servicio de Inteligencia de Suiza (NDB) a finales de agosto de 2021, ya que había informado demasiado tarde al Concejo Federal sobre el asunto y la confianza se había deteriorado. El GPDel también se encargó de la investigación.